# Kingersheim
Kingersheim es una población y comuna francesa, situada en la región de Alsacia, departamento de Alto Rin, en el distrito de Mulhouse y cantón de Wittenheim.

## Demografía
| 280 | 281 | 384 | 426 | 628 | 595 | 610 | 594 | 676 | 718 | 720 | 708 | 667 | 673 | 719 | 728 | 750 | 811 | 846 | 868 | 911 | 1 358 | 2 711 | 3 186 | 2 798 | 3 637 | 5 607 | 5 920 | 7 928 | 9 655 | 11 258 | 11 961 | 13 060 |
| Para los censos de 1962 a 1999 la población legal corresponde a la población sin duplicidades (Fuente: INSEE [Consultar]) |     |     |     |     |     |     |     |     |     |     |     |     |     |     |     |     |     |     |     |     |       |       |       |       |       |       |       |       |       |        |        |        |